# 41 Pułk Zmechanizowany
41 Pułk Zmechanizowany im. mjr. Bronisława Lachowicza  – dawny oddział Wojska Polskiego.
Doroczne święto obchodził 9 kwietnia, a jako pułk zunifikowany 6 czerwca.
Wchodził w skład 12 Dywizji Zmechanizowanej

## Geneza
Pułk sformowany został jako 41 pułk piechoty na podstawie rozkazu Naczelnego Dowódcy WP 058/Org. w ramach 12 Dywizji Piechoty. 28 marca 1945 w Poznaniu rozpoczęto formowanie sztabu pułku. Żołnierze rekrutowali się przede wszystkim z Rejonowej Komendy Uzupełnień w Poznaniu. Uzupełnianie stanu osobowego zakończono w połowie maja.
22 maja pułk wyruszył z Poznania na północ, by zająć swój rejon odpowiedzialności za odcinek granicy na południe od Kamienia Pomorskiego.
W końcu listopada pułk zakończył pełnienie służby granicznej i po zlikwidowaniu swoich placówek przeniósł się do Szczecina. Z tegoż pułku wywodzi się w prostej linii 41 pułk zmechanizowany.

## Początki pułku zmechanizowanego
W 1958 roku pułk przeformowano na jednostkę zmechanizowaną i zmieniono nazwę na 41 pułk zmechanizowany.
23 października 1962 roku pułk został postawiony w stan pełnej gotowości bojowej w związku z kryzysem kubańskim i możliwością wybuchu wojny pomiędzy USA a ZSRR. Stan ten trwał do 20 listopada.
22 lipca 1966 roku pododdziały pułku wzięły udział w defiladzie w Warszawie dla uczczenia 1000-lecia Państwa Polskiego.
We wrześniu 1969 r. w ramach ćwiczeń wydzielonych wojsk Układu Warszawskiego pod kryptonimem ODRA–NYSA 69 pułk realizował zagadnienia związane z forsowaniem szerokiej przeszkody wodnej.
W latach 80. XX wieku pułk używał kryptonimu Karpina.

### Grudzień 1970 i 1981
17 grudnia 1970 roku w związku z wydarzeniami Grudnia 70 wydzielone siły 41 pułku działały w rejonie Komendy Wojewódzkiej MO i gmachu prezydium MRN w Szczecinie. 18 grudnia pułk wziął udział w akcji blokowania stoczni. Mimo kilku prób przerwania blokady, nie dopuszczono do wejścia demonstrantów na teren stoczni. Pododdziały pułku brały również udział w patrolowaniu miasta nie dopuszczając do dewastacji placówek handlowych i budynków użyteczności publicznej. 23 grudnia 1970 roku jednostki wróciły do koszar.
13 grudnia 1981 roku pododdziały pułku, po otrzymaniu sygnału o wprowadzeniu gotowości bojowej zagrożenia wojennego, zajęły rejony alarmowe. Jednocześnie, zgodnie z opracowanymi planami, część sił przystąpiła do tzw. działań demonstracyjnych. Polegały one na przemieszczaniu się kolumn wojska głównymi ulicami miasta. Był to swoisty pokaz siły. Od 14 do 22 grudnia 1981 roku część pododdziałów wzięła udział w blokowaniu Stoczni im. Warskiego. W kolejnych miesiącach stanu wojennego żołnierze wspólnie z milicjantami patrolowali ulice. Tym razem, w odróżnieniu od grudnia 1970 roku rozsądek wziął górę nad emocjami i konfliktowe sytuacje rozstrzygano bez użycia siły. Nie dopuszczano również do użycia siły przez inne siły porządkowe w obecności wojska.

## Sztandar, patron i odznaka

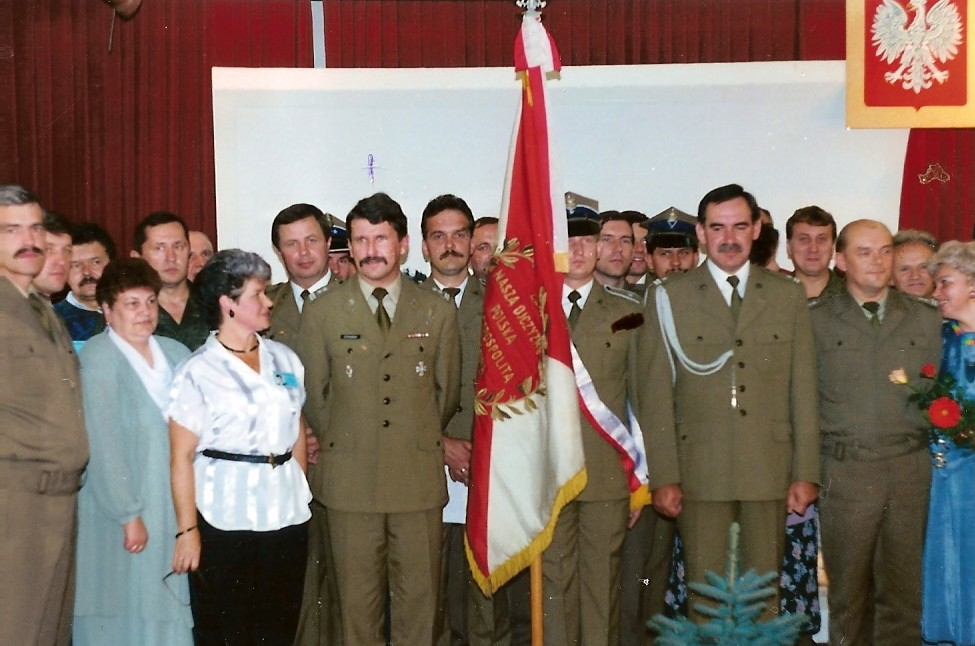
Sztandar pułku – pożegnanie oficera

26 czerwca 1947 roku podczas obchodów Dni Morza pułk otrzymał sztandar. Sztandar wręczył Bolesław Bierut po mszy celebrowanej przez kapelana WP ks. płk. Warchałowskiego. W terminie późniejszym nadano pułkowi kolejny sztandar.
W 1973 roku nadano pułkowi imię mjr. Bronisława Lachowicza – dowódcy 1 batalionu 1 pułku piechoty, który poległ 12 października 1943 roku w bitwie pod Lenino.
W 1991 roku na podstawie uchwały zebrania oficerskiego została anulowana decyzja narzucająca z góry patrona pułku.
Odznaka pułkowa
Odznaka ma kształt złotej prostokątnej płytki, na której wygrawerowane są: duży numer pułku 41 i litery PZ oraz głowa orła w koronie (herb Szczecina). Liczba 41 lakierowana na kolor stalowy (do maja 1994 roku – granatowa), litery PZ – czarne, orzeł – czerwono-złoty.
Odznaka o wymiarach 46x29 mm, zaprojektowana przez Piotra Żurawskiego, wykonana została w pracowni grawerskiej Ryszarda Welgryna w Częstochowie. Pierwsze odznaki wręczono 8 kwietnia 1991.

## Rozformowanie
W 1991 roku pododdziały pułku przejmowały poradzieckie mienie wojskowe znajdujące się m.in. w Kluczewie, Sypniewie, Bornem Sulinowie i innych garnizonach województwa zachodniopomorskiego w których stacjonowała Armia Radziecka. W 1993 obiekty, wraz ze znajdującym się tam sprzętem, przekazano terenowym organom administracji państwowej.
31 grudnia 1995 roku pułk rozformowano, a na jego bazie powstała 29 Szczecińska Brygada Zmechanizowania im. Króla Stefana Batorego. Tradycje 41 Pułku Zmechanizowanego kultywował batalion czołgów 29 BZ.

## Skład organizacyjny
Przed rozformowaniem /jako pułk zunifikowany/
- dowództwo
- sztab
- kompania łączności
- pluton regulacji ruchu
- 1 batalion zmechanizowany – por. Trochel
- 2 batalion zmechanizowany – mjr Kazimierz Biernat
- 1 batalion czołgów – kpt. Dariusz Stachowiak
- 2 batalion czołgów – mjr Zdzisław Surdyk
- dywizjon artylerii samobieżnej – kpt. Goral
- dywizjon przeciwlotniczy – mjr Adam Gnacyk
- bateria przeciwpancerna – kpt. Wojciech Prądzyński
- kompania saperów – kpt. Wiesław Tomas
- kompania rozpoznawcza
- kompania zaopatrzenia – por. Jaremi Długosz
- kompania remontowa –
- kompania medyczna – por. Jerzy Wiśnik
- pluton chemiczny[8]

## Obiekty szkoleniowe
- Strzelnica garnizonowa "Bezrzecze" - koniec ul. Łukasińskiego
- Plac treningów ogniowych (PTO) - dzisiejsze osiedle Samosierry
- pełnowymiarowy stadion piłkarski (lekkoatletyczny) z trybunami - dzisiejsze okolice ul. Horeszków.
- Ośrodek sprawności fizycznej (OSF) dzisiejsze okolice ul. Księdza Robaka
- ośrodek szkolenia podwodnego załóg czołgowych - cześć budynku hali sportowej

## Żołnierze pułku
Dowódcy pułku
- mjr dypl. Wronikowski

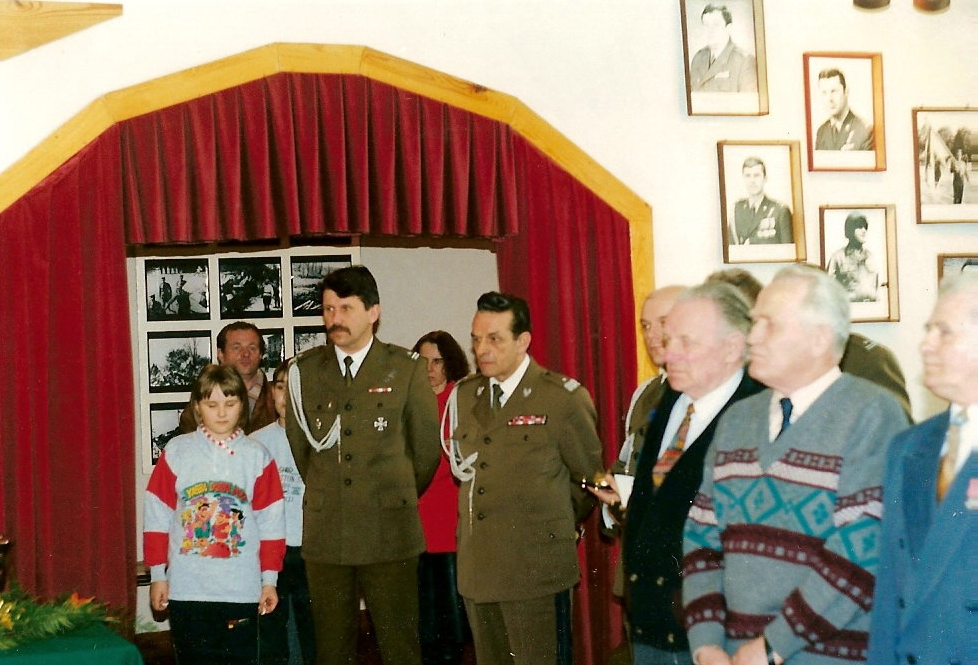
Mjr Mirosław Szyłkowski i gen. Zdzisław Głuszczyk w sali tradycji 41 pz

- ppłk/płk dypl. Roman Peciak – był dowódcą w grudniu 1970 – nadal do 1971
- mjr/ppłk dypl. Zdzisław Głuszczyk – od 1972 – do lipca 1974
- mjr dypl. Czesław Żurek
- ppłk dypl. Franciszek Pietrek
- mjr/ppłk dypl. Jan Klejszmit – od listopada 1980 – do 1984
- mjr/ppłk dypl. Brunon Herrmann – od 1984 – do 1986
- mjr/ppłk dypl. Andrzej Lechończak – od 1986 do 1991
- mjr dypl. Bogusław Sulkowski – od czerwca 1992
- mjr/ppłk dypl. Grzegorz Duda – od 10 sierpnia 1993 – do marca 1995
- mjr dypl. Mirosław Szyłkowski (ostatni) – od marca 1995

## Przekształcenia

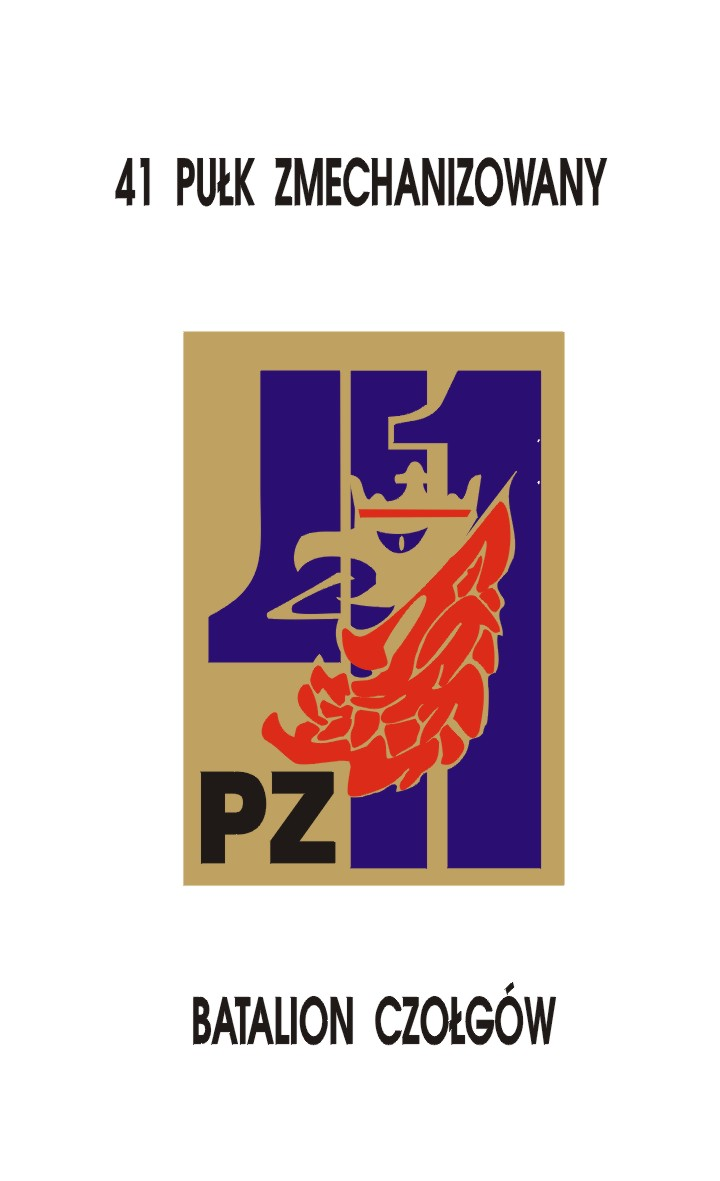
Plakat symbolizujący kultywowanie tradycji 41 pz przez bcz 29 BZ

41 pułk piechoty (1945-1958) → 41 pułk zmechanizowany (1958-1995) → 29 Brygada Zmechanizowana (1995-1998)